# Zeus capensis
Zeus capensis är en fiskart som beskrevs av Valenciennes, 1835. Zeus capensis ingår i släktet Zeus och familjen sanktpersfiskar. Inga underarter finns listade i Catalogue of Life.
Exemplaren blir upp till 90 cm långa. De har i ryggfenan 9-10 taggstrålar och 22-24 mjukstrålar. I analfenan finns 4 taggstrålar och 20-22 mjukstrålar. Kroppsfärgen är silvergrå och ibland finns en mörk fläck nära ryggfenan.
Arten förekommer i havet kring södra Afrika från Namibia till norra Moçambique. Den vistas vanligen i områden som ligger 35 till 400 meter under havsytan. Zeus capensis har andra fiskar, bläckfiskar och kräftdjur som föda.
Arten fiskas intensiv som matfisk. Hela populationen anses vara stabil. IUCN kategoriserar arten globalt som livskraftig.

## Bildgalleri

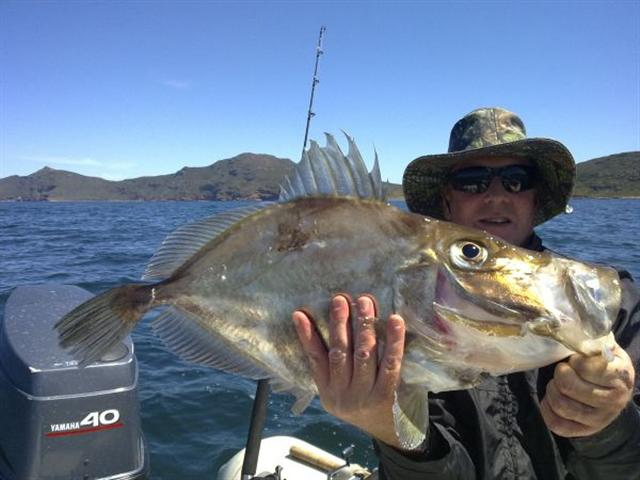